# Theotokos-Kirche
Theotokos-Kirche ist der Name von orthodoxen Kirchen und Klöstern. „Theotokos“ bedeutet Gottesgebärerin und ist ein Beiname von Maria, der ihr auf dem Konzil von Ephesos 431 verliehen wurde. 

## Kirchen in Konstantinopel
Die Theotokos war die Schutzpatronin von Konstantinopel. Daher wurden Kirchen in Konstantinopel nach ihr benannt, unter anderem: 
- Kirche der Theotokos im Blachernenviertel (Θεοτὸκος τών Βλαχερνών Theotokos ton Blachernon), in der Mitte des 5. Jahrhunderts gebaut, welche der Mantel der Gottesmutter beherbergte. Dieser Mantel wurde seit dem 9. Jahrhundert in einer Prozession um die Stadt getragen, wenn feindliche Angriffe befürchtet wurden.
- Kirche der Theotokos Chalkoprateia (Chalkopratenkirche), gegründet im frühen 5. Jahrhundert, in welcher der Gürtel der Heiligen Jungfrau aufbewahrt wurde
- Kirche der Panagia Eleousa des Pantokrator-Klosters
- Kloster der Panaghia Hodegetria (Hodegonkloster)
- Kirche der Theotokos Pammakaristos (Pammakaristos-Kirche)
- Kirche der Theotokos Pege (Quelle), erbaut um 500 an einer heiligen Quelle
- Kirche der Theotokos am Pemptos-Tor
- Kirche der Theotokos vom Leuchtturm (Θεοτόκος τοῦ Φάρου, Theotokos tou Pharou)